# Вітрак-ан-В'яден
Вітра́к-ан-В'яде́н (фр. Vitrac-en-Viadène) — колишній муніципалітет у Франції, у регіоні Окситанія, департамент Аверон. Населення — 113 осіб (2011).
Муніципалітет був розташований на відстані близько 460 км на південь від Парижа, 175 км на північний схід від Тулузи, 55 км на північний схід від Родеза.

## Історія
До 2015 року муніципалітет перебував у складі регіону Південь-Піренеї. Від 1 січня 2016 року належав до нового об'єднаного регіону Окситанія.
1 січня 2016 року Вітрак-ан-В'яден, Альпюеш, Грессак, Лакальм, Сент-Женев'єв-сюр-Аржанс i Ла-Террисс було об'єднано в новий муніципалітет Аржанс-ан-Обрак.

## Демографія
Динаміка населення (INSEE ):
Розподіл населення за віком та статтю (2006):
| Стать | Всього | До 15 років | 15-24 | 25-44 | 45-64 | 65-85 | Понад 85 |
| --- | ------ | ----------- | ----- | ----- | ----- | ----- | -------- |
| Чоловіки | 60     | 20          | 4     | 16    | 0     | 20    | 0        |
| Жінки | 64     | 8           | 0     | 12    | 12    | 28    | 4        |
| \| Статево-вікова піраміда \| Статево-вікова піраміда \| Статево-вікова піраміда \| \| ----------------------- \| ----------------------- \| ----------------------- \| \| Чоловіки \| Вік \| Жінки \| \| 0 \| 85 + \| 4 \| \| 0 \| 80-84 \| 8 \| \| 0 \| 75-79 \| 4 \| \| 8 \| 70-74 \| 8 \| \| 12 \| 65-69 \| 8 \| \| 0 \| 60-64 \| 8 \| \| 0 \| 55-59 \| 0 \| \| 0 \| 50-54 \| 4 \| \| 0 \| 45-49 \| 0 \| \| 4 \| 40-44 \| 4 \| \| 12 \| 35-39 \| 4 \| \| 0 \| 30-34 \| 4 \| \| 0 \| 25-29 \| 0 \| \| 4 \| 20-24 \| 0 \| \| 0 \| 15-20 \| 0 \| \| 0 \| 10-14 \| 0 \| \| 20 \| 5-9 \| 4 \| \| 0 \| 0-4 \| 4 \| |        |             |       |       |       |       |          |
| Статево-вікова піраміда |        |             |       |       |       |       |          |
| Чоловіки | Вік    | Жінки       |       |       |       |       |          |
| 0 | 85 +   | 4           |       |       |       |       |          |
| 0 | 80-84  | 8           |       |       |       |       |          |
| 0 | 75-79  | 4           |       |       |       |       |          |
| 8 | 70-74  | 8           |       |       |       |       |          |
| 12 | 65-69  | 8           |       |       |       |       |          |
| 0 | 60-64  | 8           |       |       |       |       |          |
| 0 | 55-59  | 0           |       |       |       |       |          |
| 0 | 50-54  | 4           |       |       |       |       |          |
| 0 | 45-49  | 0           |       |       |       |       |          |
| 4 | 40-44  | 4           |       |       |       |       |          |
| 12 | 35-39  | 4           |       |       |       |       |          |
| 0 | 30-34  | 4           |       |       |       |       |          |
| 0 | 25-29  | 0           |       |       |       |       |          |
| 4 | 20-24  | 0           |       |       |       |       |          |
| 0 | 15-20  | 0           |       |       |       |       |          |
| 0 | 10-14  | 0           |       |       |       |       |          |
| 20 | 5-9    | 4           |       |       |       |       |          |
| 0 | 0-4    | 4           |       |       |       |       |          |

## Економіка
2010 року серед 55 осіб працездатного віку (15—64 років) 45 були активними, 10 — неактивними (показник активності 81,8%, у 1999 році було 67,8%). З 45 активних мешканців працювало 45 осіб (31 чоловік та 14 жінок), безробітними було 0 (0 чоловіків та 0 жінок). Серед 10 неактивних 3 особи були учнями чи студентами, 2 — пенсіонерами, 5 були неактивними з інших причин.

У 2010 році у муніципалітеті числилось 46 оподаткованих домогосподарств, у яких проживали 112,0 особи, медіана доходів виносила 13 128 євро на одного особоспоживача.